# Gul
El gul (àrab: الغول, al-ḡūl) o necròfag és un monstre de la mitologia àrab descrit com un mort vivent o esperit maligne (dimoni) que s'alimenta de carn humana morta. Freqüenta cementiris i habita llocs inhòspits. Es creu que el nom ha evolucionat des d'un dimoni mesopotàmic, el galla dels mites sumeris i accadis.
El gul apareix en els mites àrabs preislàmics, i la creença es manté amb la islamització, a partir del segle viii. És conegut en una extensió que va des dels països africans de tradició musulmana fins a l'Índia. L'islam pretenia posar fi a les creences precedents àrabs, però no va poder contra un element integral com la peregrinació a la Meca i la creença sobrenatural en els guls.
Al-Rawi explica la creença en els guls en basar-se en gent lletja per deformitats de naixement a causa de l'endogàmia tradicional i la falta de nutrients dels habitants àrabs dels deserts. Aquesta gent deformada seria condemnada a l'ostracisme junt amb les seues mares a causa de les supersticions.

## Etimologia
Gul prové de l'àrab غُول, ḡūl (en femení غُولة, ḡūla), derivat de la mateixa arrel que غَالَ, ḡāla, ‘arrabassar’, ‘capturar’, i emparentat amb el terme accadi per a dimoni gallu.

## Representacions del gul
A les distintes fonts àrabs es contenen descripcions contradictòries que coincideixen que el gul és un dimoni femení lleig que es transforma en una dona atractiva per a atreure viatgers a zones salvatges, causant-los la mort. L'origen del gul és desconegut segons la creença àrab des dels temps antics. La forma femenina del gul és anomenada si'alwah. Hi ha casos de guls benignes.
Segons els mites preislàmics beduïns explicats per al-Massudí (c. 896 - c. 957) els guls van néixer d'un ou, com els altres genis, creat per un déu. Al-Qazwiní (c. 1208 - c. 1283) explica que els guls van aparèixer per la caiguda dels dimonis des del Cel quan volgueren espiar el Cel i Déu els llençà meteorits, fent-los caure. També es conta que Úmar ibn al-Khattab (c. 586-644) matà a Síria abans d'aparèixer l'islam un gul que intentà empaitar-lo girant el cap completament d'un cop d'espasa. Abu-Assid as-Sadí conta també com un gul abduí el fill d'al-Àrqam ibn Abi-l-Àrqam. Els àrabs beduïns creien que el gul habitava els deserts.
El registre escrit més antic on es parla dels guls és el llibre Al-aghani, del poeta Abu-l-Faraj al-Isfahaní (897–967), en el que es conta que un home molt veloç en mata un.
La presència del gul a l'Islam és notable, ja que s'atribueix al profeta Mahoma la confirmació de l'existència dels guls. Alguns estudiosos posteriors posaren en dubte l'autenticitat d'aquestes frases, discutint de l'existència dels guls, atribuint al mateix profeta la negació de l'existència dels guls. Malgrat aquests dubtes, molts àrabs (especialment beduïns) continuaven contant relats i cantant en poemes sobre els guls. Del desert passà a les zones urbanes, persistint la creença en guls en poblacions aràbigues fins avui en dia. Durant l'Edat Mitjana, als llibres d'història, filosofia i ciència àrabs s'anomenava als guls atribuint-los certes característiques. Cal destacar que hi havia autors medievals que negaven l'existència de la criatura. Hi havia la creença que els guls vivien en illes, tal com conten dos autors medievals, al-Idrissí (c. 1100 – c. 1166) i Ibn Saïd al-Maghribí (c. 1213– c. 1286).
Alguns viatgers occidentals que passaven per la península Aràbiga durant el segle xix documentaren la creença en la capacitat de posseir cossos humans, interpretant la ràbia com una possessió.
Segons un estudi del 1970, la creença en guls al Marroc és escassa i perifèrica.
En la classificació dels contes àrabs proposada per Hasan El-Shamy el gul dona nom al motiu G20: "Guls. Persones mengen cadàvers". En aquesta classificació hi ha un motiu referit directament al gul que és el B14.5, en el que considera al gul una combinació de hiena i jiniyyah.
El gul avui en dia als països àrabs és objecte de creença molt estesa, sobretot entre gent gran. S'utilitza per a espantar als xiquets com a amenaça cap a determinades conductes. Com a exemple de presència del gul a la cultura popular àrab, l'escriptor palestí Émile Habibi publicà una història on la protagonista és abduïda per un gul i Jameel As-Salhut, un altre autor palestí, publicà una història per a xiquets on el gul apareix al títol Al-ghul. El terme «gul» s'utilitza també per a referir-se a gent lletja.

### Representació occidental
La representació occidental del gul afegí certes característiques, com la necrofàgia humana i el robatori de cadàvers, per a fer-lo més temible. El responsable d'aquesta deformació del personatge mític àrab fou Antoine Galland. Galland traduí les Les mil i una nits al francès al segle xviii afegint-li aquestes característiques gratuïtament (vegeu «La història de Sidi Nouman», en l'edició de 1718), ja que no hi ha cap font que indicara tal descripció. Aquesta addició gratuïta és explicada per Al-Rawi que prové per la lectura de referències medievals aràbigues sobre les hienes (a partir de les mencions d'ad-Damirí (c. 1341 - c. 1404) a aquests animals). Aquesta descripció passaria a la cultura popular occidental. A l'anglès hi forma part com a adjectiu per a referir-se a gent amb interessos mòrbids. Malgrat la introducció de la paraula al vocabulari anglès a finals del segle xviii, tingué poc ús durant la literatura en anglès del segle xix.
Es troben mencions als guls a diverses obres de ficció contemporànies: els poemes del romanticisme anglès, la literatura fantàstica moderna, a algunes pel·lícules de terror i jocs de rol o videojocs d'ambientació fantàstica, com per exemple Warcraft III: Reign of Chaos. La figura del gul donà lloc a la figura del zombi. H. P. Lovecraft donà un sentit universal als guls, combinant-los amb el concepte celta dels changelings, amb el relat Pickman's Model.